# Iglesia-fortaleza de Santa María (Ujué)

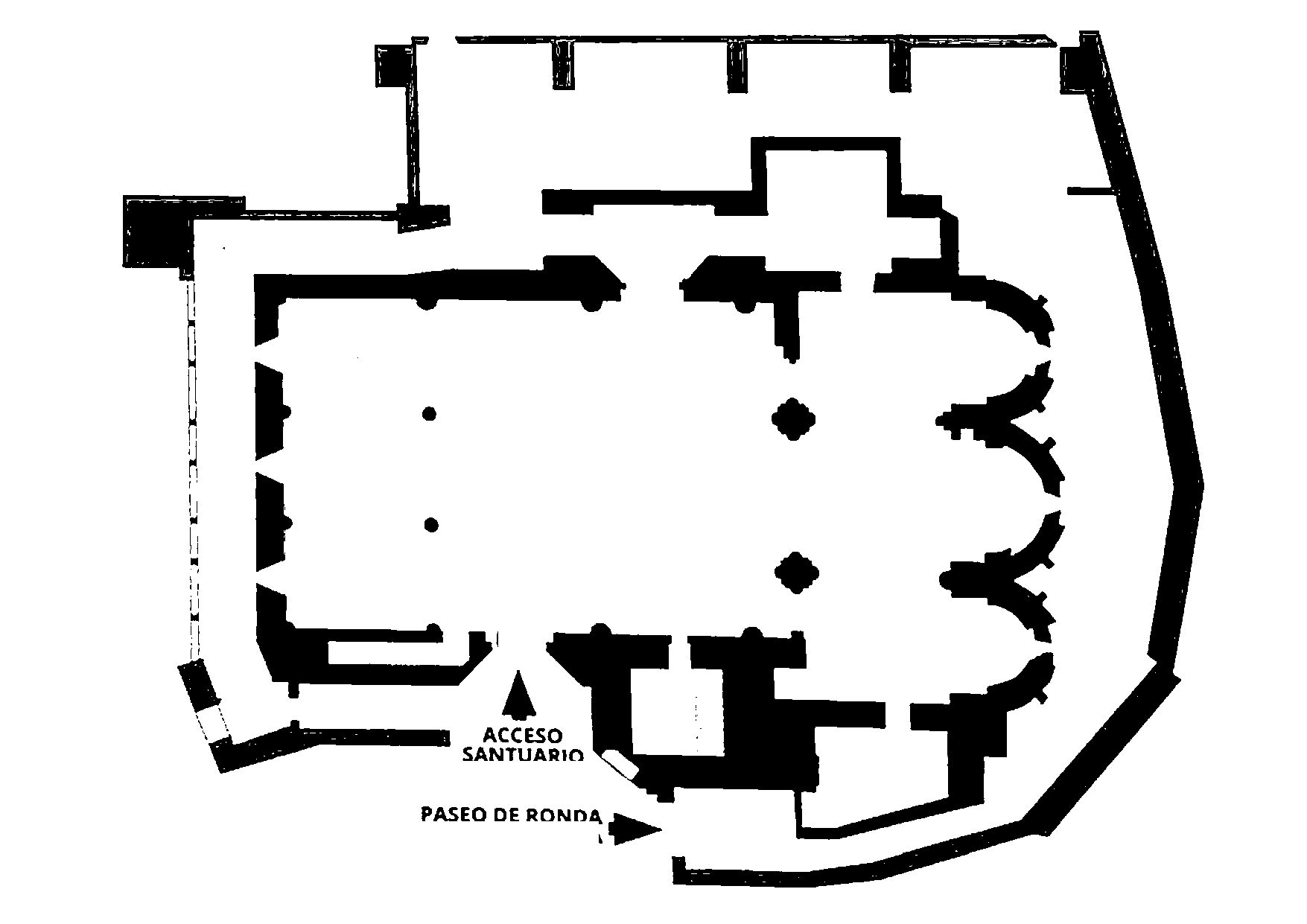
Planta

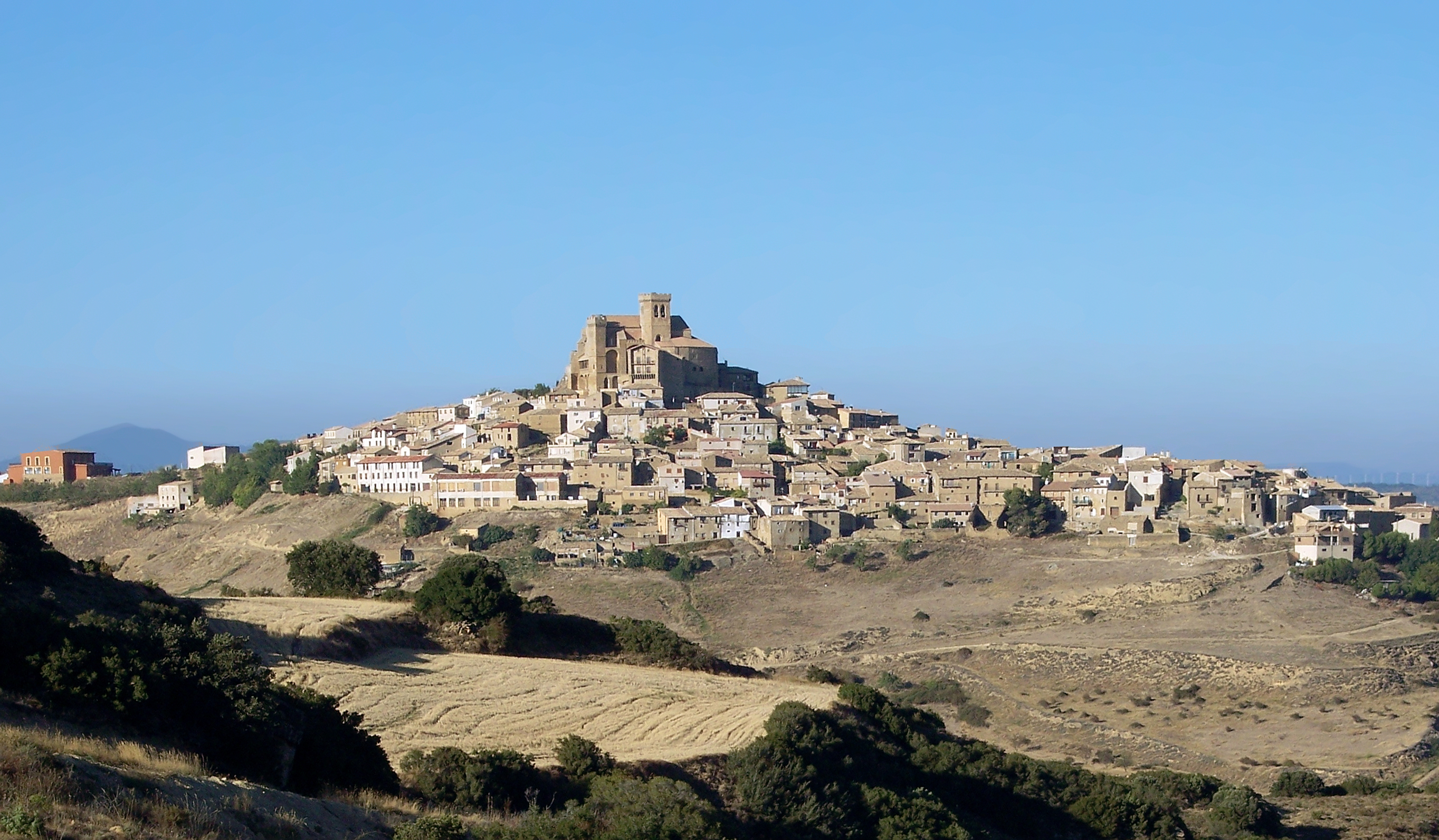
Panorámica

La iglesia-fortaleza de Santa María es un conjunto monumental, de construcción medieval, usado como santuario dedicado a Santa María y como fortaleza que está ubicada en la histórica villa navarra de Ujué, España. Fue declarado Monumento nacional el 26 de junio de 1936 y se encuentra  protegido por las leyes que amparan el Patrimonio Histórico Español.

## Contexto
Enclavada en el corazón de Navarra, la población se asienta sobre una colina de 815 m de altitud formando parte de la sierra de Ujué. Esta sierra forma un conjunto montañoso junto a las cercanas sierras de Alaiz, Izco y Orba (Valdorba).
Es una comarca de transición entre los Pirineos y las Bardenas Reales, destaca entre las serranías de su entorno y ofrece, gracias a ello, una buena atalaya de observación de gran parte de la Merindad de Olite. Es una comarca bañada por el río Cidacos, al oeste, y el río Aragón por sus límites meridionales, muy cercana a Olite y Tafalla, en la vía de comunicación que une en sentido este-oeste a estas dos ciudades con Gallipienzo, Aibar, Sangüesa y monasterio de Leyre, atravesando la vecina localidad de San Martín de Unx. A su vez, en sentido norte-sur, une la Valdorba con Murillo el Fruto, Carcastillo y el monasterio de La Oliva como antesala de entrada a las Bardenas. Predomina una vegetación de tipo mediterráneo, con el pino carrasco como especie dominante donde la deforestación de los encinares y robledales originarios fue muy intensa.
Dentro de la frontera meridional del naciente reino de Pamplona, las más antiguas referencias literarias sitúan la fortaleza como punto de gran valor en la defensa fronteriza. El historiador José María Lacarra la identificó con Santa María, la localidad así denominada por las fuentes árabes como bastión frente a la Marca Superior de al-Ándalus. La cita proviene de la crónica musulmana del geógrafo Ibn Abd-al-Múnim al-Himyarí, que parece recoger un texto referido al reinado de García Sánchez I, mediado el siglo X. Sus referencias resultan muy explícitas:

“Otra localidad, de nombre Santa María, es la primera de las fortalezas que forman parte del sistema de defensa de Pamplona. Es la que está construida con más solidez y ocupa la posición más elevada. Está construida en una altura que domina el río Aragón, a una distancia de tres millas de este río”.

Con todo, en las fuentes históricas no hay constancia, hoy por hoy, de que hubiera habido ataques islámicos.
Durante los siglos XI y XII los reyes de Pamplona nombrarán a varios seniores como tenentes de la plaza remarcando con ello su valor estratégico. Para Lacarra, «dichos tenentes gobernaban un conjunto conformado por el castillo, la población y un distrito territorial, y percibían la mitad de las rentas propias del monarca a quien representaban. Estaban obligados a la defensa del lugar, para lo que contaban con cierto número de efectivos.» Los tenentes conocidos desde la segunda mitad del siglo XI son: Eneco Sanz, García Jiménez, Jimeno Garcés, Fortún López e Íñigo Fortuñones.
En 1076, con a la muerte del monarca pamplonés Sancho el de Peñalén, Sancho Ramírez, entonces solamente rey de Aragón, irrumpe en territorio pamplonés logrando que la plaza de Ujué se pusiera de su lado. Esta adhesión pudo resultar determinante para lograr «que todo el reino (excepto el territorio al otro lado del Ebro que había invadido Alfonso VI) quedara en poder de los reyes de Aragón hasta 1134. En agradecimiento, Sancho Ramírez concedió a los habitantes de Ujué una serie de privilegios que determinaron que quedara para siempre dentro [del patrimonio] de la Corona, sin que pudiese enajenarse ni darse en señorío.» El mismo monarca construirá, «también en agradecimiento, la cabecera románica de Santa María y que donará la iglesia ujuetarra al monasterio de Montearagón en 1093, junto con muchos otros templos navarros, entre los que sobresalen los de Olite.»

## Historia
Esta perspectiva geográfica y visual realza el valor estratégico del lugar, especialmente en siglos pretéritos donde las necesidades defensivas potenciaban el valor de enclaves así:

Pocas son las noticias documentales de pueden aportarse para la historia primitiva de la villa de Ujué. Por su situación estratégica, fue en el siglo IX avanzada del territorio cristiano sobre tierras islamizadas que vigilaban los pasos naturales de ataque a Pamplona (el Carrascal) y a Leire (el curso del río Aragón). Desde Ujué se divisa Leire y podía darse aviso en caso de invasión por medio de señales.»
José Mª Lacarra, 1944

Dentro de la arquitectura medieval navarra este santuario de Santa María representa, como indica la GEN, «uno de los hitos más destacados y significativos», tanto por la factura románica como gótica de su obra. Como indica uno de los investigadores al estudiar la arquitectura medieval de Santa María de Ujué nos encontramos con un «edificio complejo resultado de sucesivas agregaciones.»
Atestiguada arqueológica y documentalmente la existencia también de un primitivo templo prerrománico, de dimensiones menores, habitualmente se cataloga de finales del siglo XI (1089) las noticias del comienzo del templo románico, es decir, en tiempos de Sancho Ramírez.

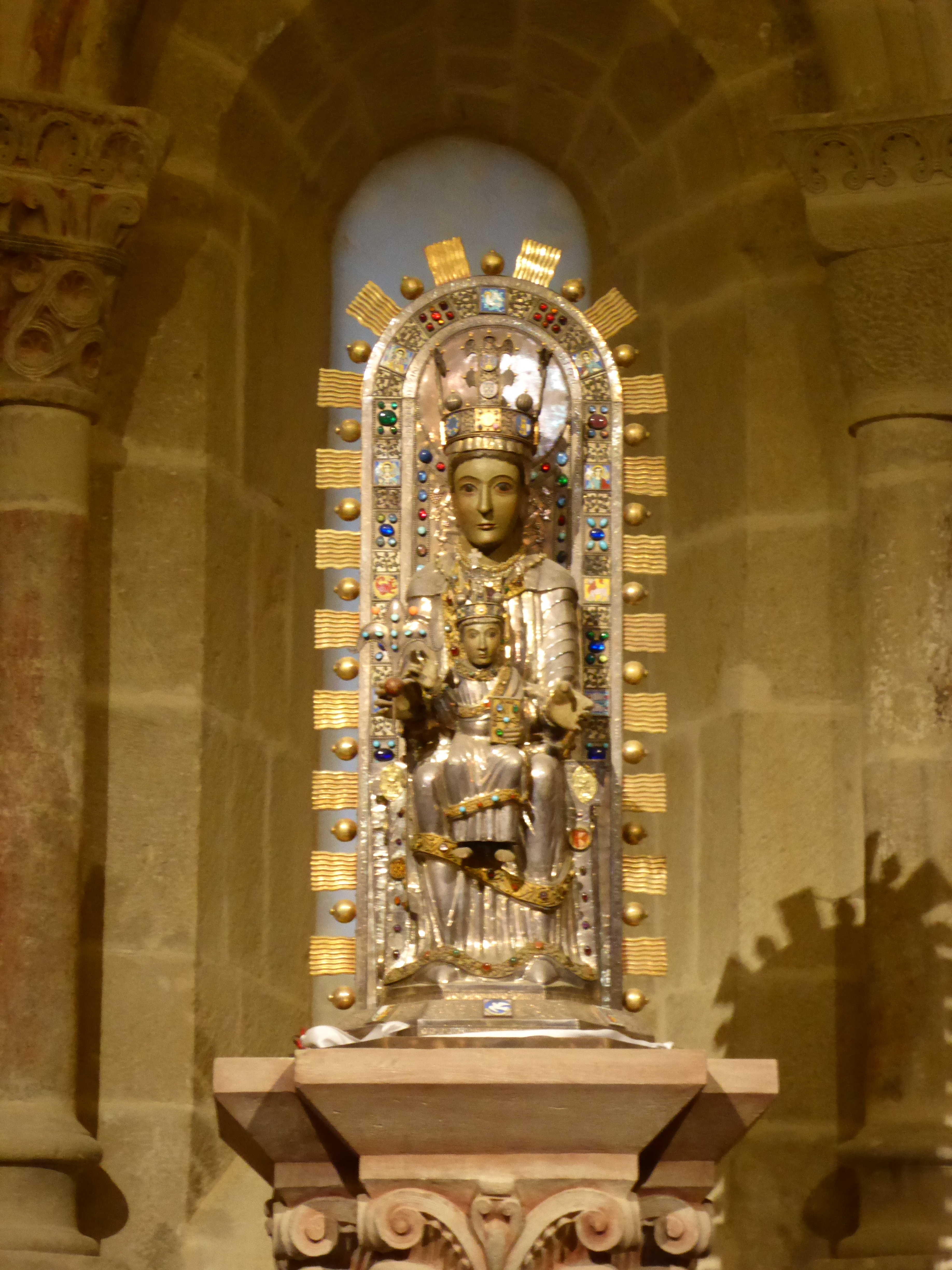
Imagen de Santa María de Ujué

## Descripción
Descollando sobre el perfil del resto del pueblo no es difícil observar en la parte superior de la localidad este monumento.

### Exterior
Los paseos de ronda que rodean la iglesia así como las torres almenadas configuran el aspecto de fortificación de todo el conjunto monumental. En su fachada sur, el paso se transforma en una galería abierta que proporciona una amplia perspectiva sobre la ribera de Navarra.
Se conserva la cabecera en tres tramos época románica, presentando un triple ábside semicircular junto con una torre adosada al muro meridional.
El paseo de ronda recorren todo el perímetro del templo, abarcando los tres ábsides románicos. El central conserva interesantes arcos románicos, en tanto que en los laterales sobresalen columnas con extraños capiteles y ventanas con arcadas ciegas.

El templo posee una de las portadas góticas más ricamente decoradas de Navarra. Se aprecian relieves alusivos a la vendimia, animales, escenas de la vida de Jesús, una curiosa Última Cena con un gallo y en lo alto una estrella con los tres magos sonrientes y un cuarto personaje vestido de clérigo que es el rey Carlos II.

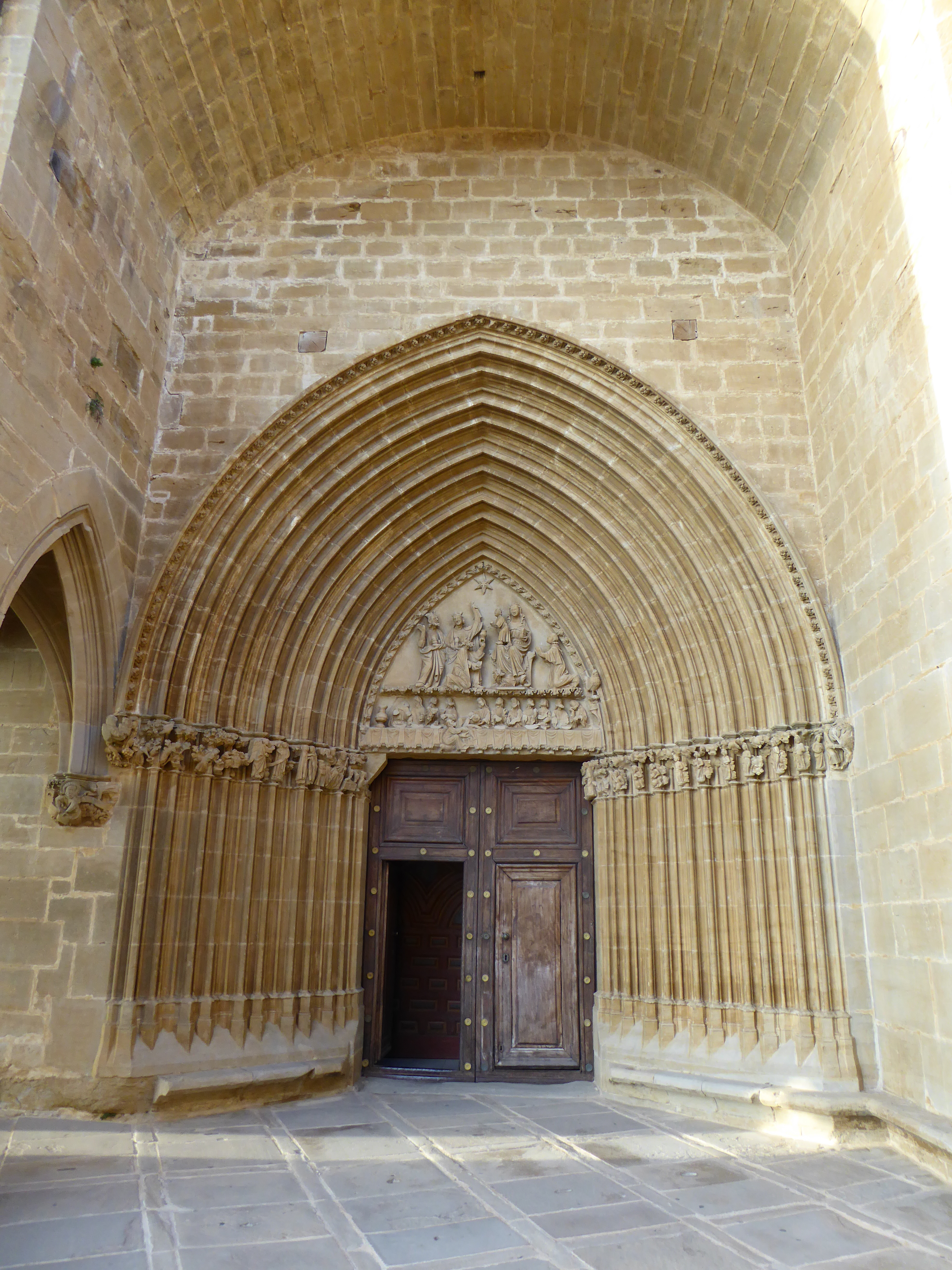
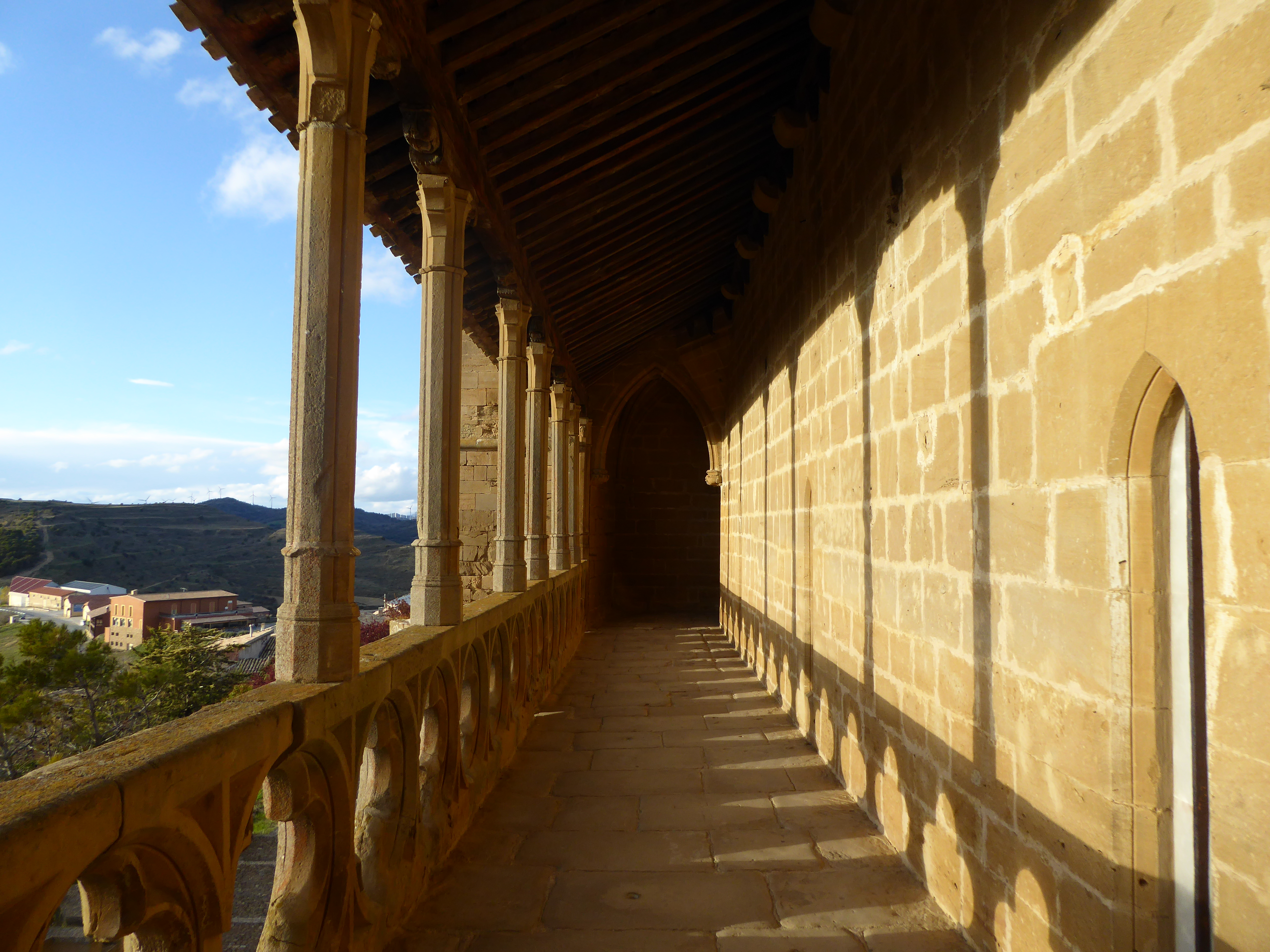
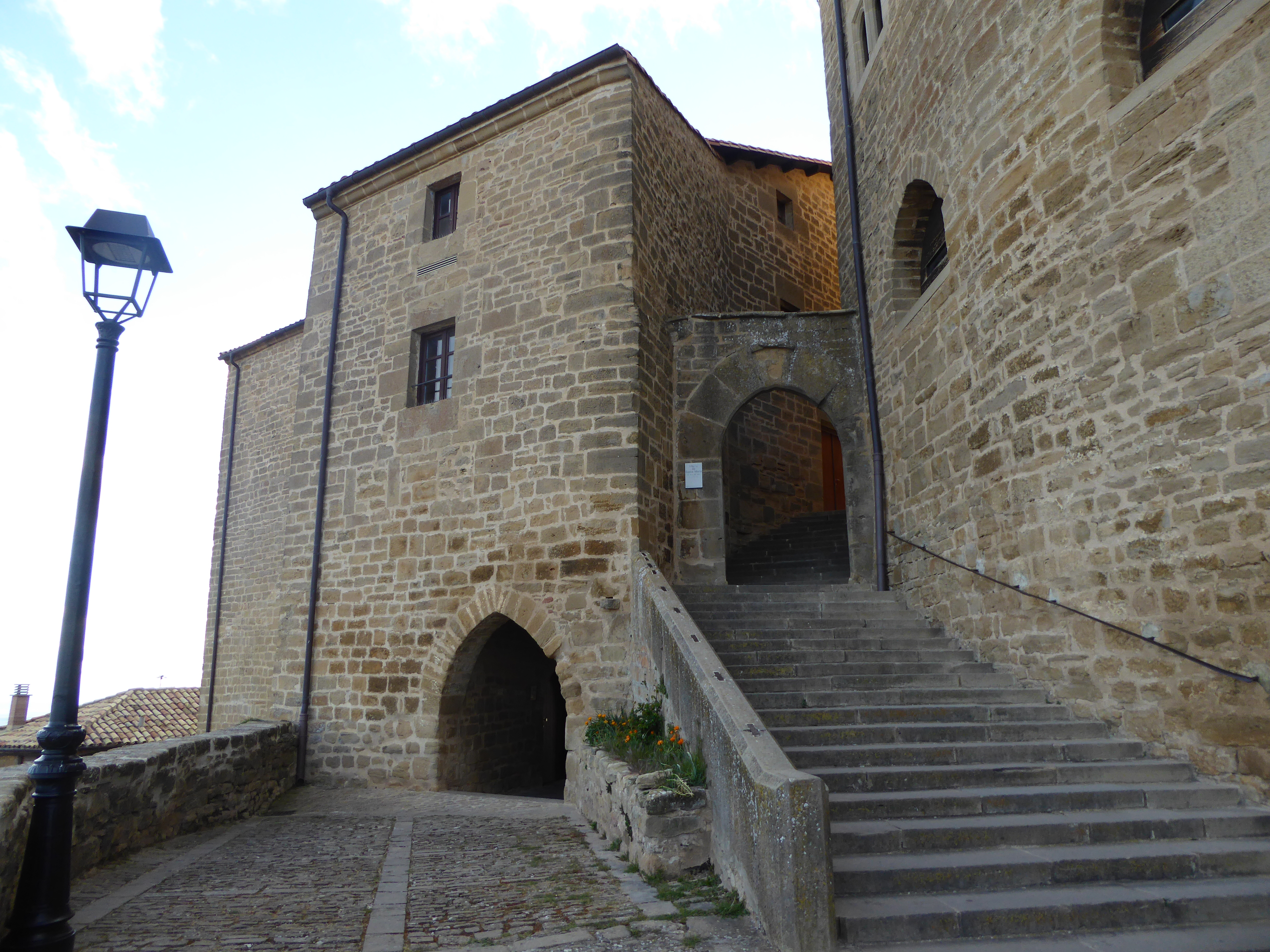
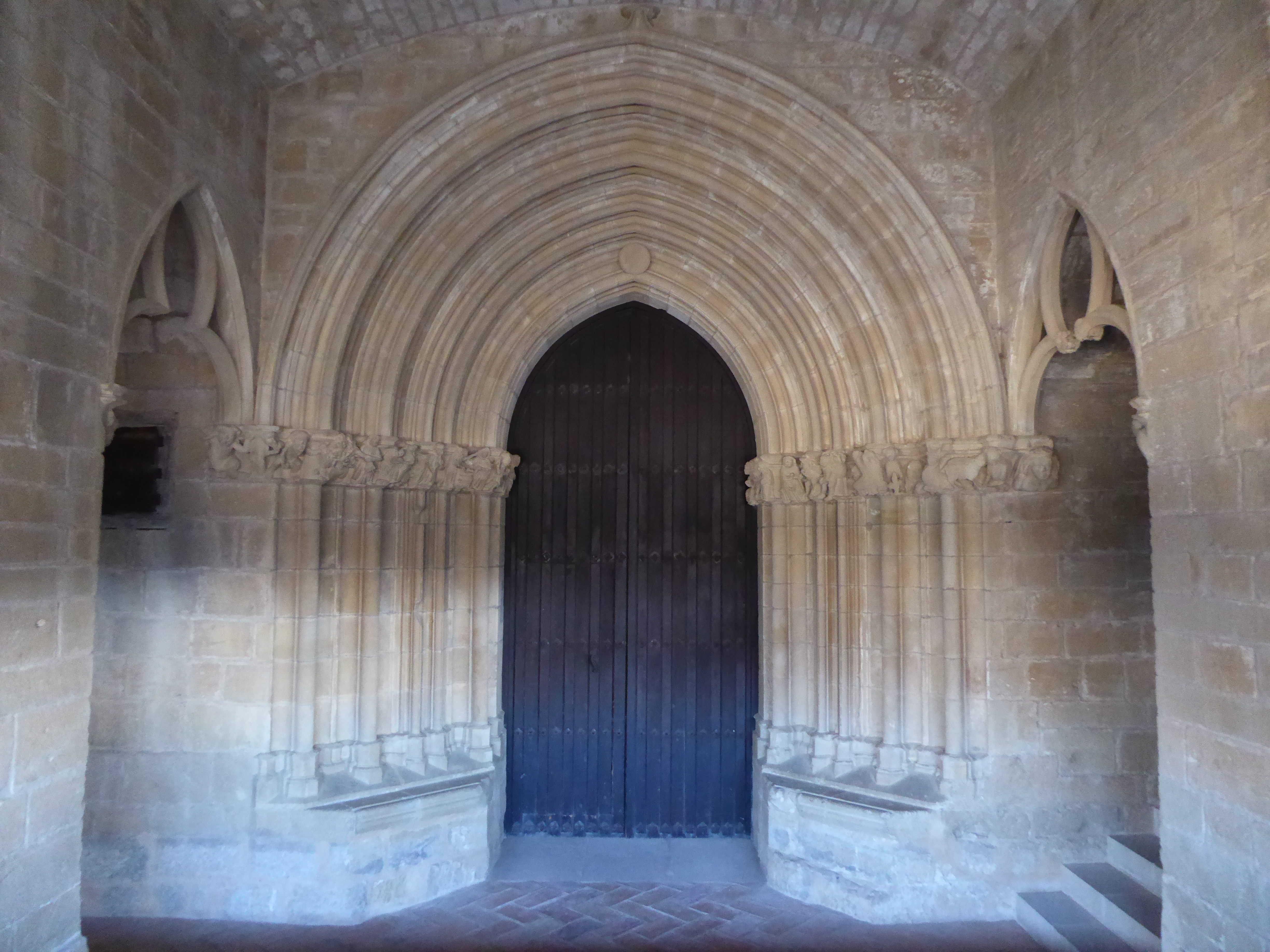
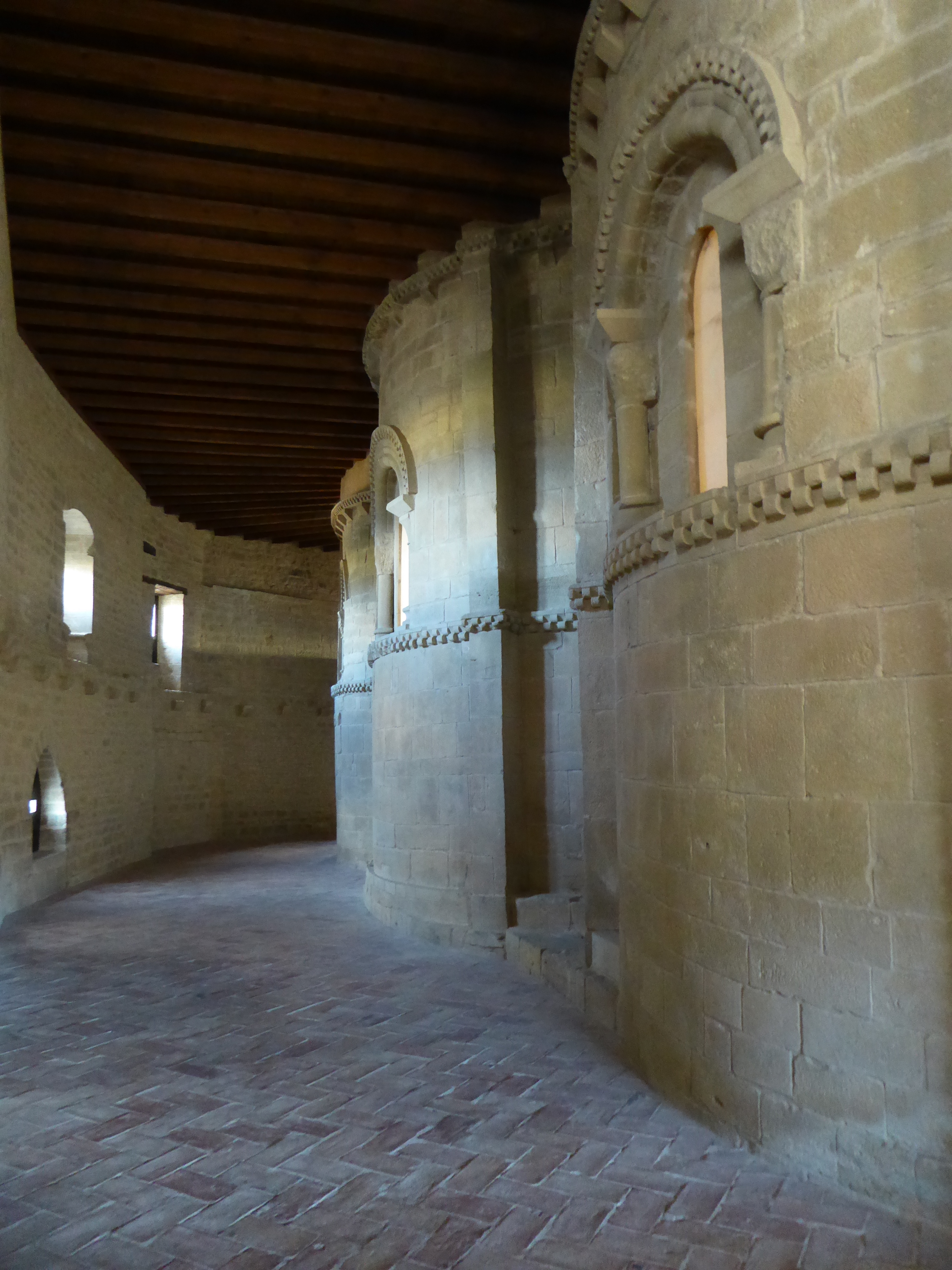
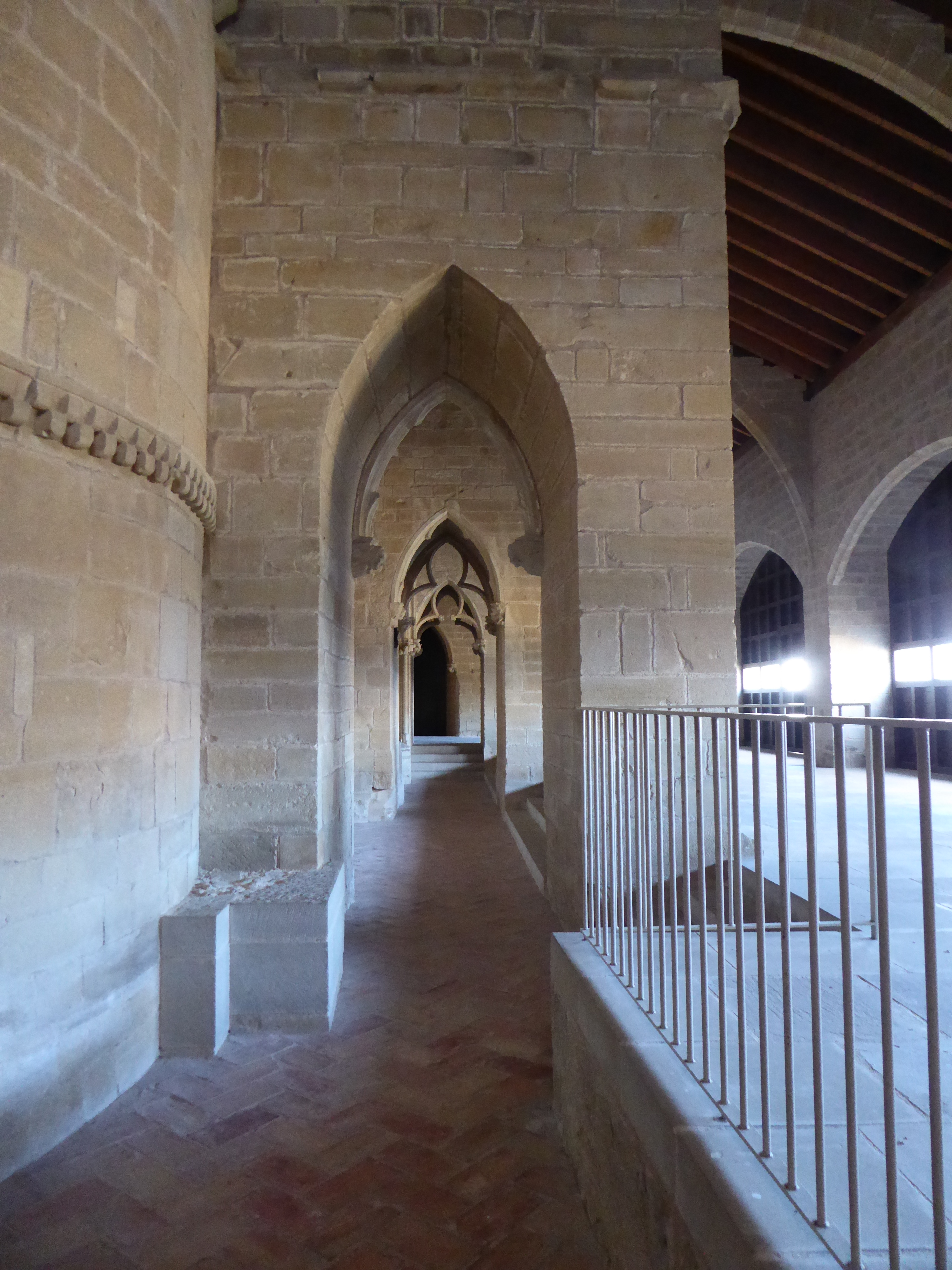

### Interior
En el interior, un enrejado gótico separa la cabecera románica de la nave central, de estilo gótico. En el ábside central, se conserva la imagen de Santa María de Ujué, un bello ejemplo de la imaginería del románico, datada en el año 1190 y que en el siglo XIV, Carlos II ordenó forrar de plata. A su lado reposa el corazón de este monarca navarro por orden expresa que dejó escrita en su último testamento de 1385.

## La Virgen de Ujué
La imagen de la Virgen de Ujué es una talla única elaborada en madera hacia 1190. Obra cumbre de la imaginería del románico en Navarra, Carlos II de Navarra, de la Casa de Evreux, mandó forrarla en plata en el siglo XIV, como muestra de su especial predilección tanto por la Villa como por la adoración de la Virgen de Ujué. En su testamento dejó escrito el deseo de que su corazón reposara junto a la imagen, como así se puede comprobar por el arca que lo contiene, a los pies de Nuestra Señora de Ujué.

### Leyenda
La leyenda arraigada en la tradición local, atribuye el origen de Ujué al milagro vivido por un pastor que se hallaba cuidando su rebaño, cuando fue atraído por el vuelo de una paloma que repetidamente entraba y salía de un agujero, incitando al pastor a mirar en el, así pues el pastor trepó hasta el lugar y descubrió allí una imagen de Santa María. Atraídas por el hallazgo las gentes de los poblados vecinos decidieron asentarse en el lugar de la aparición para así cuidar y honrar a la virgen, dando lugar al nacimiento de Ujué.

### Romerías
A largo de la historia Ujué se ha convertido en lugar de peregrinaje para rendir culto a la Virgen, recreando sus calles y edificios una aureola mezcla de religiosidad y misticismo histórico que tiene su momento cumbre todos los años, el domingo siguiente a San Marcos (25 de abril).
Ese día que coincide entre finales de abril y principios de mayo, los pueblos de la Merindad realizan el camino a pie hasta Ujué. Los Romeros, ataviados con túnicas y portando cruces a modo de penitencia, parten de madrugada desde sus respectivas localidades y en comitiva se dirigen en un flujo de caminantes que convergen al amanecer para congregarse ante la Cruz del Saludo, de estilo gótico del siglo XIV, teniendo ya a la vista el santuario, punto final de destino.
El protocolo de la ceremonia dicta que los alcaldes de Tafalla y Ujué intercambien sus varas de mando, así como los párrocos respectivos hagan lo mismo con sus capas. Una vez que los romeros han cantado la Salve, se dirigen todos juntos en procesión hasta la Iglesia donde se rinde homenaje a la Virgen.
La fiesta religiosa da paso a una jornada de convivencia en cuadrillas que disfrutan de productos propios de la gastronomía local: sabrosas migas del pastor, elaboradas con pan hecho en horno de leña, garrapiñadas de Ujué, rosquillas de sartén… Esos mismos productos, acompañados por un excelente vino que se elabora en la cooperativa local, son el centro del Día de las Migas que todos los años se celebra en el mes de septiembre y en el que se dan a degustar a los numerosos visitantes que acuden a la localidad.